# میخائیل کالاتازوف

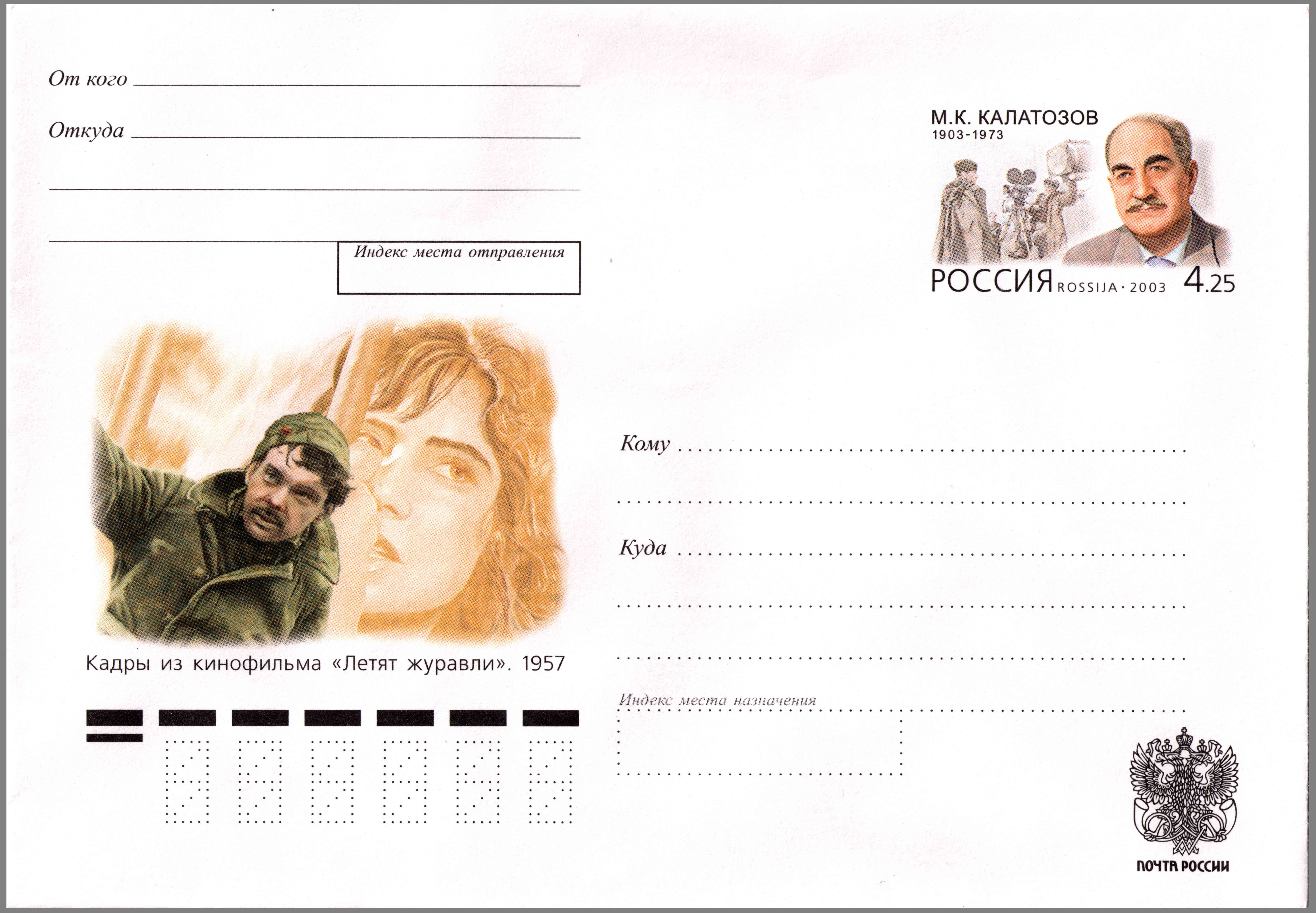

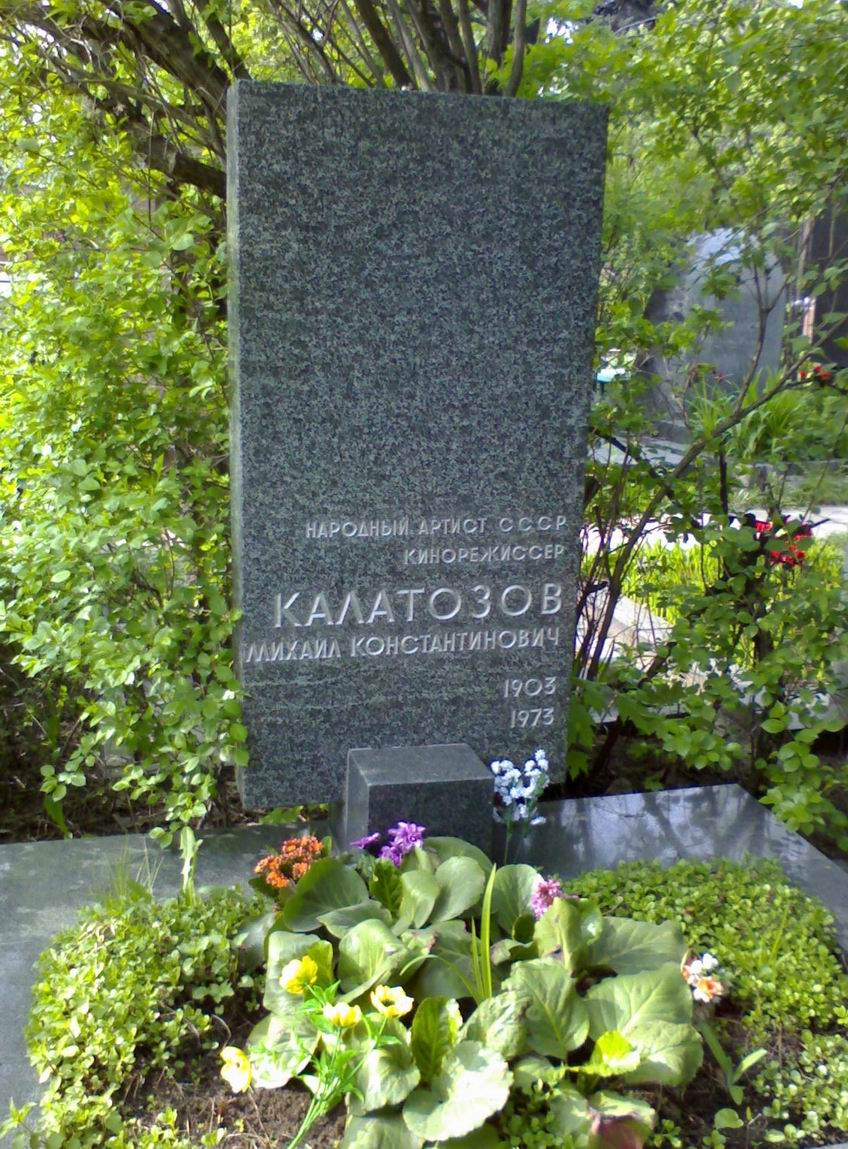

میخائیل کالاتازوف (گرجی: მიხეილ კალატოზიშვილი؛ ۲۸ دسامبر ۱۹۰۳ – ۲۷ مارس ۱۹۷۳) یک کارگردان، و فیلم‌نامه‌نویس اهل گرجستان بود. وی بین سال‌های ۱۹۲۸ تا ۱۹۷۱ میلادی فعالیت می‌کرد.

## جایزه‌ها
وی برنده جوایزی همچون جایزه هنرمند مردمی اتحاد جماهیر شوروی و نخل طلا از جشنواره بین‌المللی فیلم کن در ۱۹۵۸ میلادی برای درناها پرواز می‌کنند شده‌است.

## فیلم‌شناسی
- درناها پرواز می‌کنند (۱۹۵۷)
- نامه‌ای که هرگز فرستاده نشد (۱۹۶۰)
- من کوبا هستم (۱۹۶۴)